# Campeonato Sul-Americano de Atletismo de 2007
A 45ª edição do Campeonato Sul-Americano de Atletismo foi o evento esportivo organizado pela CONSUDATLE no Estádio Ícaro de Castro Melo, em  São Paulo no Brasil no período de 7 a 9 de junho de 2007. Foram disputados 44 provas no campeonato, tendo como destaque o Brasil com 61 medalhas no total. 

## Recordes

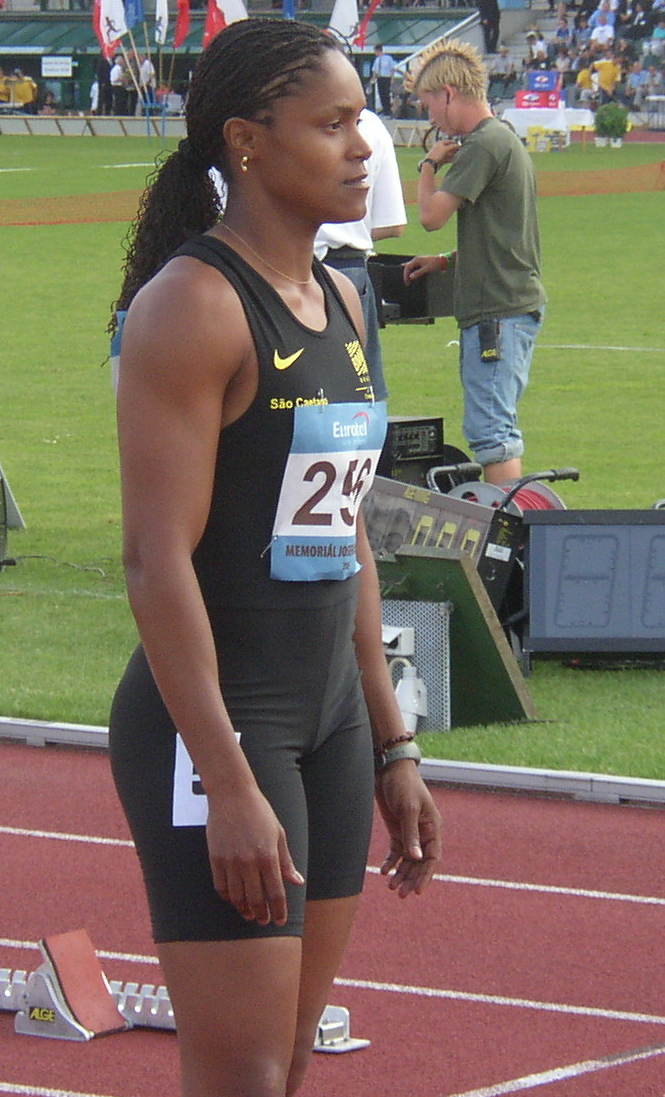
Lucimar de Moura conquistou o triplo ouro no campeonato

| Atleta               | Prova                      | Nacionalidade | Recorde   | Tipo                  |
| -------------------- | -------------------------- | ------------- | --------- | --------------------- |
| Javier Guarín        | 5 000 metros               | Colômbia      | 13:51.19  | Recorde do campeonato |
| Fábio Gomes da Silva | Salto à vara               | Brasil        | 5.77 m    | ,                     |
| Zenaide Vieira       | 3000 metros com obstáculos | Brasil        | 10:07.93  | Recorde do campeonato |
| Sandra Zapata        | 20 km marcha atlética      | Colômbia      | 1:37:46.0 | Recorde do campeonato |
| Fabiana Murer        | Salto à vara               | Brasil        | 4.50 m    | Recorde do campeonato |
| Keila Costa          | Salto triplo               | Brasil        | 14.57 m   | ,                     |
| Lucimara da Silva    | Heptatlo                   | Brasil        | 5803 pts  | Recorde do campeonato |

## Medalhistas

### Masculino
| Evento                      | Ouro                                                                                    | Ouro      | Prata                                                                           | Prata     | Bronze                                                                                | Bronze    |
| --------------------------- | --------------------------------------------------------------------------------------- | --------- | ------------------------------------------------------------------------------- | --------- | ------------------------------------------------------------------------------------- | --------- |
| 100 metros                  | Vicente de Lima (BRA)                                                                   | 10.36     | Franklin Nazareno (ECU)                                                         | 10.37     | Álvaro Gómez (COL)                                                                    | 10.66     |
| 200 metros                  | Sandro Viana (BRA)                                                                      | 20.54     | Heber Viera (URU)                                                               | 20.59     | Daniel Grueso (COL)                                                                   | 20.66 =   |
| 400 metros                  | Andrés Silva (URU)                                                                      | 45.89     | Rodrigo Bargas (BRA)                                                            | 46.15     | Fernando de Almeida (BRA)                                                             | 46.38     |
| 800 metros                  | Kléberson Davide (BRA)                                                                  | 1:49.61   | Gustavo Aguirre (ARG)                                                           | 1:49.98   | André de Santana (BRA)                                                                | 1:50.10   |
| 1 500 metros                | Byron Piedra (ECU)                                                                      | 3:42.53   | Leandro de Oliveira (BRA)                                                       | 3:43.26   | Eduar Villanueva (VEN)                                                                | 3:43.40   |
| 5 000 metros                | Javier Guarín (COL)                                                                     | 13:51.19  | Javier Carriqueo (ARG)                                                          | 13:55.37  | William Naranjo (COL)                                                                 | 13:56.99  |
| 10 000 metros               | Sérgio da Silva (BRA)                                                                   | 29:57.80  | Ubiratan dos Santos (BRA)                                                       | 30:12.36  | Didimo Sánchez (VEN)                                                                  | 31:15.30  |
| 20 km marcha atlética       | James Rendón (COL)                                                                      | 1:24:25.4 | Rolando Saquipay (ECU)                                                          | 1:25:55.2 | Juan Manuel Cano (ARG)                                                                | 1:28:28.5 |
| 110 metros barreiras        | Anselmo Gomes da Silva (BRA)                                                            | 13.56     | Éder Antônio de Souza (BRA)                                                     | 13.58     | Francisco Castro (CHI)                                                                | 14.31     |
| 400 metros barreiras        | Raphael Fernandes (BRA)                                                                 | 49.81     | Maurício Teixeira (BRA)                                                         | 50.39     | José Céspedes (VEN)                                                                   | ?         |
| 3.000 metros com obstáculos | Sergio Lobos (CHI)                                                                      | 8:37.83   | Gládson Barbosa (BRA)                                                           | 8:43.69   | José Peña (VEN)                                                                       | 8:54.43   |
| 4×100 metros estafetas      | Brasil · Vicente de Lima · Nilson André · Basílio de Morães · Sandro Viana              | 38.77     | Colômbia · Harlin Hechevarría · Javier Mosquera · Álvaro Gómez · Daniel Grueso  | 39.80     | Argentina · José Manuel Garaventa · Mariano Jiménez · Miguel Wilken · Iván Altamirano | 39.91     |
| 4×400 metros estafetas      | Brasil · Raphael Fernandes · Eduardo Vasconcelos · Rodrigo Bargas · Fernando de Almeida | 3:04.36   | Venezuela · José Céspedes · Simoncito Silvera · Wilmer Rivas · Josner Rodríguez | 3:05.88   | Panamá · Jonathan Gibson · Anghelo Edmund · Andrés Rodríguez · Alonso Edward          | 3:09.67   |
| Salto em altura             | Jessé de Lima (BRA)                                                                     | 2.24 m    | Fábio Baptista (BRA)                                                            | 2.21 m    | Gilmar Mayo (COL)                                                                     | 2.21 m    |
| Salto à vara                | Fábio Gomes da Silva (BRA)                                                              | 5.77 m ,  | Germán Chiaraviglio (ARG)                                                       | 5.40 m    | Javier Benítez (ARG) João Gabriel Sousa (BRA)                                         | 5.20 m    |
| Salto em comprimento        | Rogério Bispo (BRA)                                                                     | 7.94 m    | Hugo Chila (ECU)                                                                | 7.81 m    | Rodrigo de Araújo (BRA)                                                               | 7.77 m    |
| Salto triplo                | Jefferson Dias Sabino (BRA)                                                             | 16.68 m   | Hugo Chila (ECU)                                                                | 16.37 m   | Leonardo Elisiário dos Santos (BRA)                                                   | 15.89 m   |
| Arremesso de peso           | Germán Lauro (ARG)                                                                      | 19.65 m   | Marco Antonio Verni (CHI)                                                       | 19.22 m   | Yojer Medina (VEN)                                                                    | 18.44 m   |
| Lançamento de disco         | Germán Lauro (ARG)                                                                      | 57.12 m   | Ronald Julião (BRA)                                                             | 56.53 m   | Julián Angulo (COL)                                                                   | 54.68 m   |
| Lançamento do martelo       | Juan Ignacio Cerra (ARG)                                                                | 72.96 m   | Patricio Palma (CHI)                                                            | 66.56 m   | Wágner Domingos (BRA)                                                                 | 65.15 m   |
| Lançamento do dardo         | Pablo Pietrobelli (ARG)                                                                 | 76.52 m   | Víctor Fatecha (PAR)                                                            | 75.95 m   | Júlio César de Oliveira (BRA)                                                         | 74.56 m   |
| Decatlo                     | Gonzalo Barroilhet (CHI)                                                                | 7504 pts  | Danilo Mendes Xavier (BRA)                                                      | 7288 pts  | Sinval de Oliveira (BRA)                                                              | 7243 pts  |

### Feminino
| Evento                      | Ouro | Ouro        | Prata                                                                               | Prata     | Bronze                                                                              | Bronze    |
| --------------------------- | --- | ----------- | ----------------------------------------------------------------------------------- | --------- | ----------------------------------------------------------------------------------- | --------- |
| 100 metros                  | Lucimar de Moura (BRA)                                                                                  | 11.20       | Felipa Palacios (COL)                                                               | 11.43     | Thaíssa Barbosa Presti (BRA)                                                        | 11.63     |
| 200 metros                  | Lucimar de Moura (BRA)                                                                                  | 23.00       | Felipa Palacios (COL)                                                               | 23.10     | Thaíssa Barbosa Presti (BRA)                                                        | 23.58     |
| 400 metros                  | Josiane Tito (BRA)                                                                                      | 52.67       | Sheila Ferreira (BRA)                                                               | 53.19     | Lucy Jaramillo (ECU)                                                                | 53.44     |
| 800 metros                  | Marian Burnett (GUY)                                                                                    | 2:03.57     | Muriel Coneo (COL)                                                                  | 2:08.99   | Marcela Britos (URU)                                                                | 2:10.30   |
| 1 500 metros                | Rosibel García (COL)                                                                                    | 4:20.36     | Marian Burnett (GUY)                                                                | 4:20.69   | Zenaide Vieira (BRA)                                                                | 4:22.08   |
| 5 000 metros                | Ednalva Laureano da Silva (BRA)                                                                         | 16:09.96    | Lucélia Peres (BRA)                                                                 | 16:16.07  | Bertha Sánchez (COL)                                                                | 16:21.17  |
| 10 000 metros               | Lucélia Peres (BRA)                                                                                     | 34:11.95    | Inés Melchor (PER)                                                                  | 34:13.23  | Bertha Sánchez (COL)                                                                | 34:23.89  |
| 20 km marcha atlética       | Sandra Zapata (COL)                                                                                     | 1:37:46.0 , | Miriam Ramón (ECU)                                                                  | 1:38:26.3 | Tânia Spindler (BRA)                                                                | 1:38:49.3 |
| 100 metros barreiras        | Brigitte Merlano (COL)                                                                                  | 13.27       | Gilvaneide Parrela (BRA)                                                            | 13.40     | Lucimara da Silva (BRA)                                                             | 13.48     |
| 400 metros barreiras        | Lucimar Teodoro (BRA)                                                                                   | 57.36       | Luciana França (BRA)                                                                | 58.38     | Lucy Jaramillo (ECU)                                                                | 58.81     |
| 3.000 metros com obstáculos | Zenaide Vieira (BRA)                                                                                    | 10:07.93    | Ángela Figueroa (COL)                                                               | 10:13.88  | Michelle Costa (BRA)                                                                | 10:24.35  |
| 4×100 metros estafetas      | Brasil · Thaíssa Barbosa Presti · Luciana Alves dos Santos · Lucimar de Moura · Thatiana Regina Ignâcio | 43.54       | Colômbia · Felipa Palacios · Brigitte Merlano · Mirtha Brock · Yomara Hinestroza    | 44.68     | Chile · Daniela Pavez · Carolina Díaz · María Fernanda Mackenna · Daniela Riderelli | 45.34     |
| 4×400 metros estafetas      | Brasil · Lucimar Teodoro · Maria Laura Almirão · Sheila Ferreira · Josiane Tito                         | 3:33.34     | Colômbia · Felipa Palacios · Rosibel García · Mirtha Brock · Maria Alejandra Idrobo | 3:43.52   | Chile · Daniela Riderelli · Daniela Pavez · Carolina Díaz · María Fernanda Mackenna | 3:55.13   |
| Salto em altura             | Caterine Ibargüen (COL)                                                                                 | 1.84 m      | Solange Witteveen (ARG)                                                             | 1.81 m    | Marielys Rojas (VEN)                                                                | 1.78 m    |
| Salto à vara                | Fabiana Murer (BRA)                                                                                     | 4.50 m      | Alejandra García (ARG)                                                              | 4.20 m    | Joana Ribeiro Costa (BRA)                                                           | 4.20 m    |
| Salto em comprimento        | Maurren Maggi (BRA)                                                                                     | 6.91 m      | Keila Costa (BRA)                                                                   | 6.83 m    | Caterine Ibargüen (COL)                                                             | 6.18 m    |
| Salto triplo                | Keila Costa (BRA)                                                                                       | 14.57 m     | Fernanda Procópio Delfino (BRA)                                                     | 13.63 m   | Jennifer Arveláez (VEN)                                                             | 13.52 m   |
| Arremesso de peso           | Elisângela Adriano (BRA)                                                                                | 17.41 m     | Luz Dary Castro (COL)                                                               | 16.35 m   | Natalia Ducó (CHI)                                                                  | 16.20 m   |
| Lançamento de disco         | Elisângela Adriano (BRA)                                                                                | 59.85 m     | Luz Dary Castro (COL)                                                               | 52.23 m   | Renata de Figueirêdo (BRA)                                                          | 51.69 m   |
| Lançamento do martelo       | Eli Johana Moreno (COL)                                                                                 | 61.93 m     | Katiuscia de Jesus (BRA)                                                            | 61.57 m   | Johana Ramírez (COL)                                                                | 61.10 m   |
| Lançamento do dardo         | Alessandra Resende (BRA)                                                                                | 57.75 m     | Zuleima Araméndiz (COL)                                                             | 57.55 m   | Leryn Franco (PAR)                                                                  | 53.80 m   |
| Heptatlo                    | Lucimara da Silva (BRA)                                                                                 | 5803 pts    | Elizete Gomes da Silva (BRA)                                                        | 5727 pts  | Daniela Crespo (ARG)                                                                | 4856 pts  |

## Quadro de medalhas

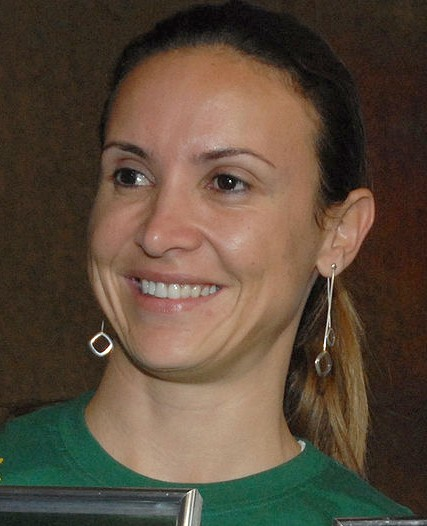
Maurren Maggi levou ouro para o Brasil no salto em distância

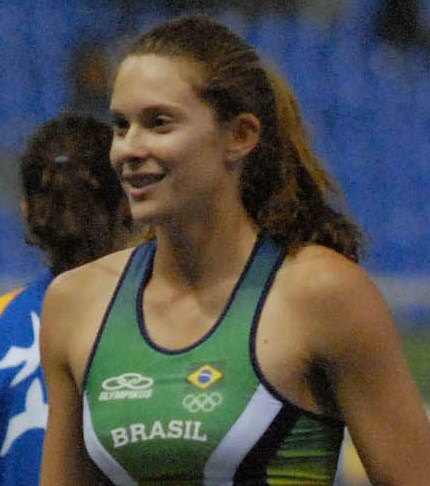
A Brasileira Fabiana Murer quebrou o recorde do campeonato no salto com vara

| Ordem | País      | Medalha de ouro | Medalha de prata | Medalha de bronze | Total |
| ----- | --------- | --------------- | ---------------- | ----------------- | ----- |
| 1     | Brasil    | 28              | 17               | 16                | 61    |
| 2     | Colômbia  | 7               | 10               | 9                 | 26    |
| 3     | Argentina | 4               | 5                | 4                 | 13    |
| 4     | Chile     | 2               | 2                | 4                 | 8     |
| 5     | Equador   | 1               | 5                | 2                 | 8     |
| 6     | Uruguai   | 1               | 1                | 1                 | 3     |
| 7     | Guiana    | 1               | 1                | 0                 | 2     |
| 8     | Venezuela | 0               | 1                | 7                 | 8     |
| 9     | Paraguai  | 0               | 1                | 1                 | 2     |
| 10    | Peru      | 0               | 1                | 0                 | 1     |
| 11    | Panamá    | 0               | 0                | 1                 | 1     |
| Total | Total     | 44              | 44               | 45                | 133   |

### Tabela de pontos
- Os pontos são atribuídos ao país com base nos seis primeiros colocados em cada evento levando pontuação.[3]

| Posição | Nacionalidade | Total | Masculino | Feminino |
| ------- | ------------- | ----- | --------- | -------- |
| 1       | Brasil        | 547.5 | 252.5     | 295      |
| 2       | Colômbia      | 228   | 79        | 149      |
| 3       | Argentina     | 158.5 | 99.5      | 59       |
| 4       | Chile         | 91    | 60        | 31       |
| 5       | Equador       | 85    | 50        | 37       |
| 6       | Venezuela     | 69    | 49        | 20       |
| 7       | Peru          | 23    | 7         | 16       |
| 8       | Uruguai       | 21    | 16        | 5        |
| 9       | Guiana        | 16    | 0         | 16       |
| 10      | Panamá        | 15    | 15        | 0        |
| 11      | Paraguai      | 13    | 6         | 7        |
| 12      | Bolívia       | 7     | 4         | 3        |
| 13      | Suriname      | 0     | 0         | 0        |

## Participantes
Um total de 249 atletas de 13 nacionalidades participaram do evento.
| - Argentina (39) - Bolívia (5) - Brasil (73) - Chile (29) - Colômbia (34) | - Equador (18) - Guiana (2) - Panamá (4) - Paraguai (5) | - Peru (10) - Suriname (2) - Uruguai (5) - Venezuela (23) |

Legenda
| Recorde mundial       | Recorde mundial (World record)               |                       | Recorde africano                      | Recorde africano (African) |                                           | Q | Classificado por posição (Qualified) |
| Recorde do campeonato | Recorde do campeonato (Championship record)  | Recorde da América    | Recorde da América (Americas)         | q                          | Classificado por melhor tempo (Qualified) |   |                                      |
| Melhor marca do ano   | Melhor marca do ano (World leading)          | Recorde asiático      | Recorde asiático (Asian)              | DNS                        | Não largou (Did not start)                |   |                                      |
| Recorde nacional      | Recorde nacional (National record)           | Recorde europeu       | Recorde europeu (European)            | DNF                        | Não terminou (Did not finish)             |   |                                      |
| Recorde pessoal       | Recorde pessoal do atleta (Personal best)    | Recorde da Oceania    | Recorde da Oceania (Oceania)          | DSQ / DQ                   | Desclassificado (Disqualified)            |   |                                      |
| Recorde da temporada  | Recorde da temporada do atleta (Season best) | Recorde sul-americano | Recorde sul-americano (South America) | NM                         | Sem marca (No mark)                       |   |                                      |